# Appalachian State Mountaineers
Appalachian State Mountaineers – nazwa drużyn sportowych Appalachian State University w Boone, biorących udział w akademickich rozgrywkach w Sun Belt Conference, organizowanych przez National Collegiate Athletic Association. 

## Sekcje sportowe uczelni

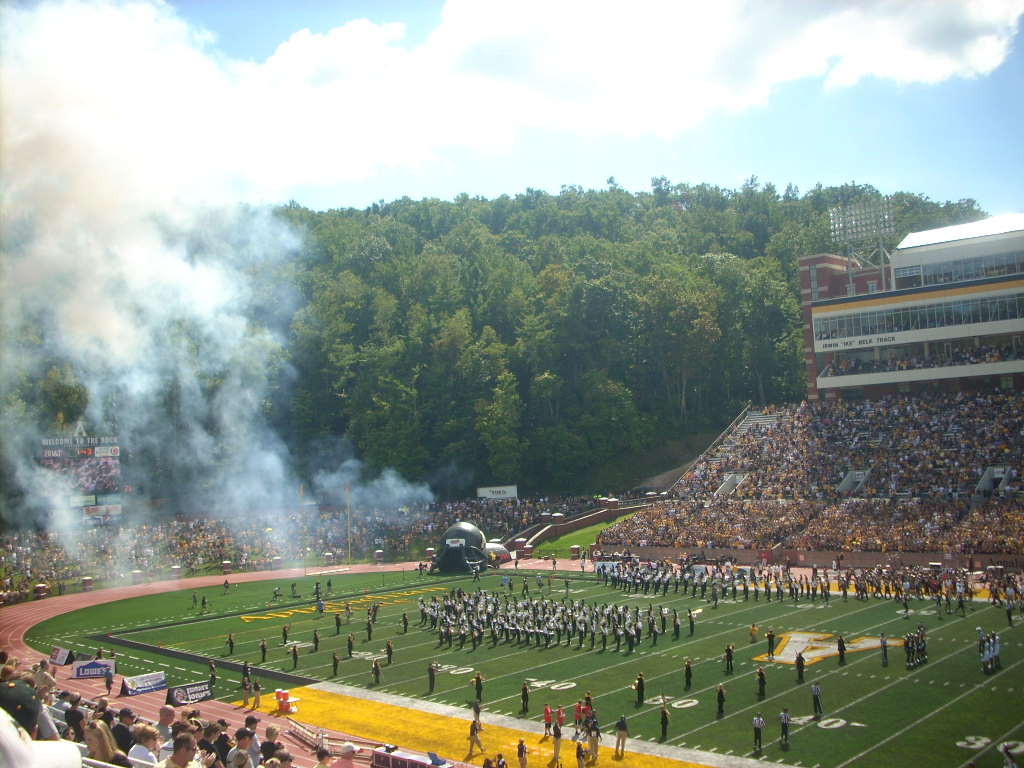
Kidd Brewer Stadium.

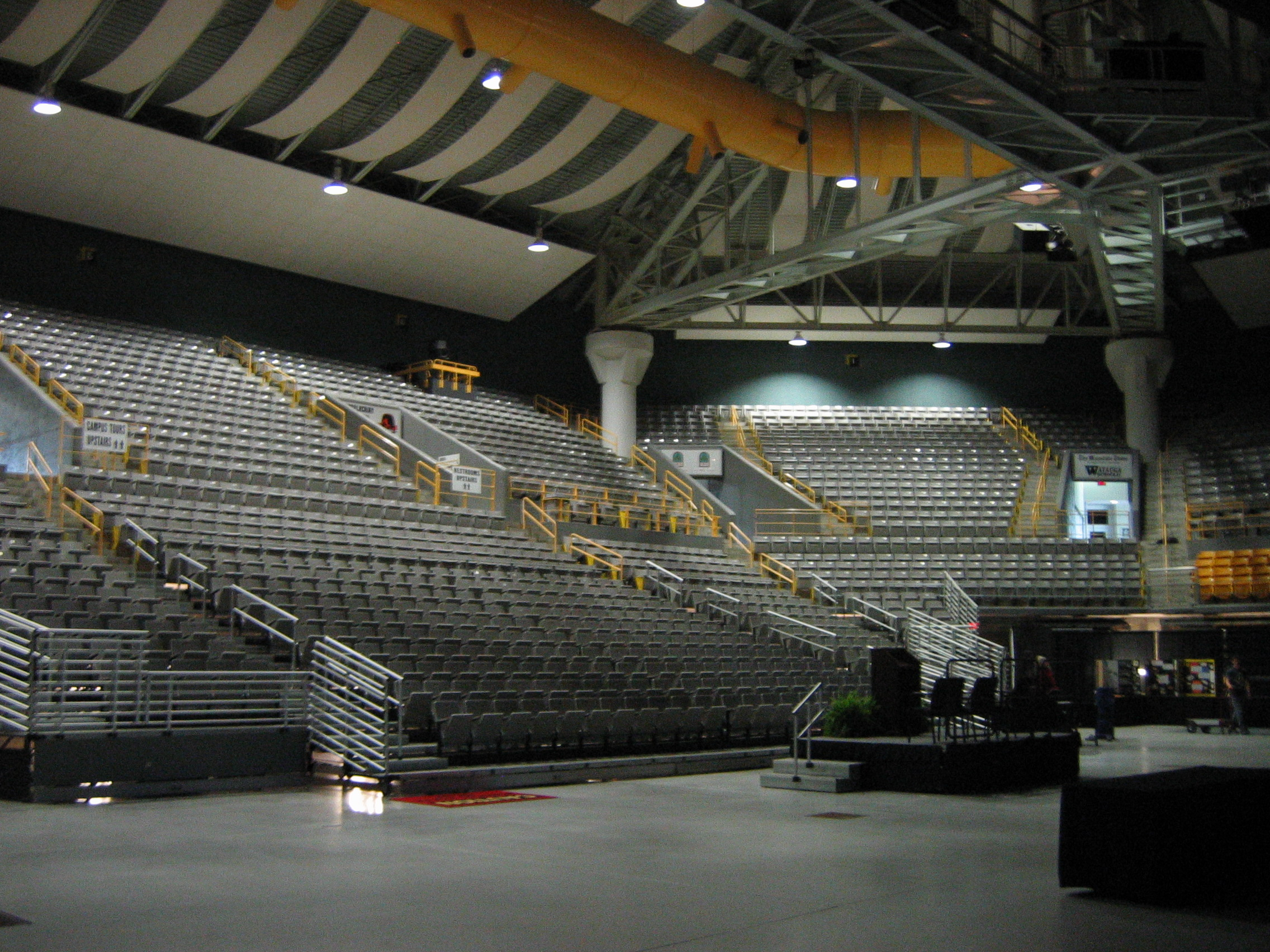
Holmes Center.

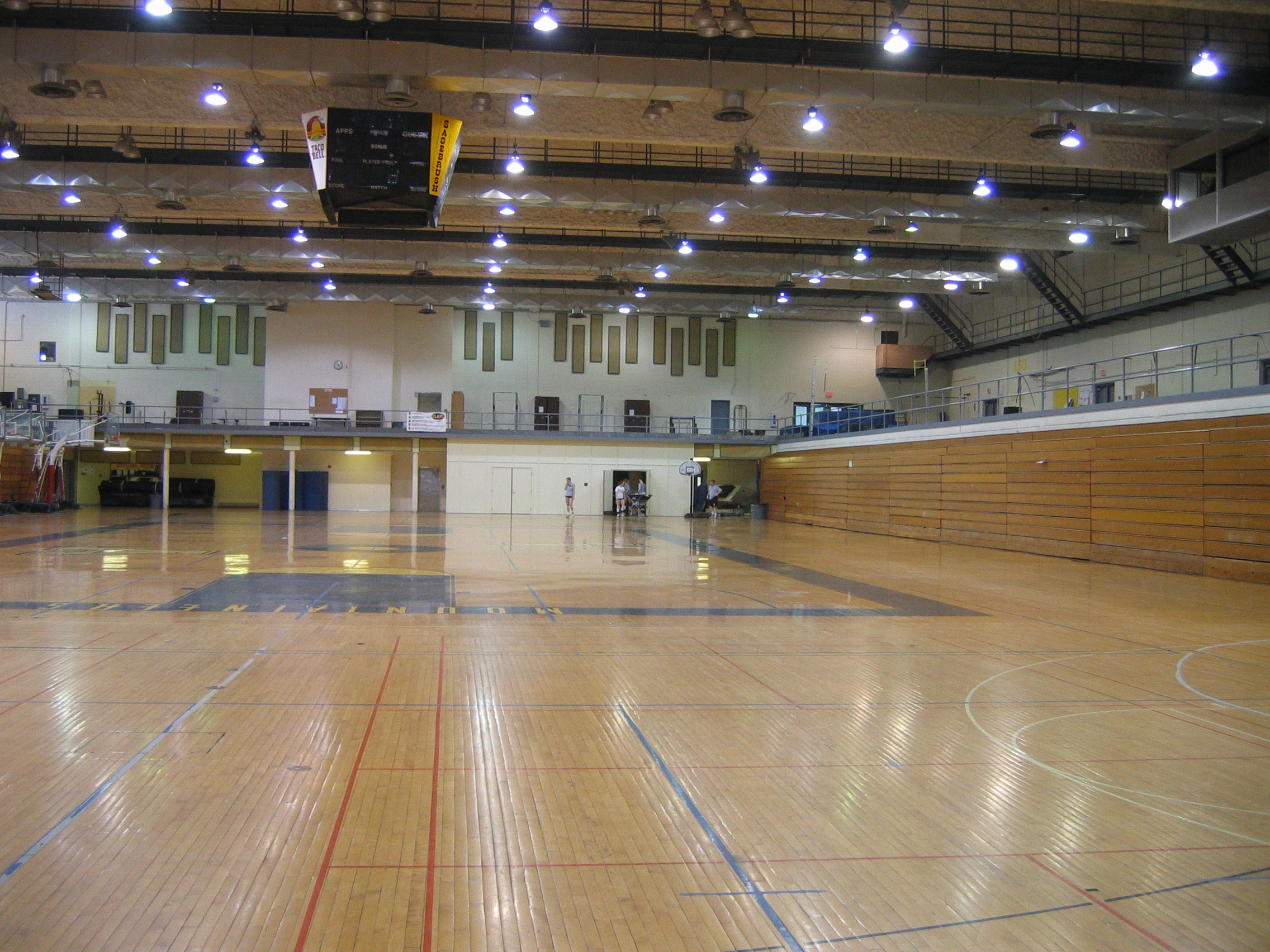
Varsity Gymnasium.

| Mężczyźni - baseball - bieg przełajowy - futbol amerykański - golf - koszykówka - lekkoatletyka - piłka nożna - tenis - zapasy | Kobiety - bieg przełajowy - golf - hokej na trawie - koszykówka - lekkoatletyka - piłka nożna - siatkówka - softball - tenis |

## Obiekty sportowe
- Kidd Brewer Stadium – stadion futbolowy o pojemności 23 150 miejsc[1]
- Holmes Center – hala sportowa o pojemności 8500 miejsc, w której odbywają się mecze koszykówki i siatkówki[2]
- Jim and Bettie Smith Stadium – stadion baseballowy o pojemności 10 737 miejsc[3]
- Appalachian Soccer Stadium – stadion piłkarski o pojemności 1000 miejsc[4]
- Sywassink/Lloyd Family Stadium – stadion softballowy[5]
- Appalachian Field Hockey Stadium – boisko do hokeja na trawie[6]
- Varsity Gymnasium – hala sportowa, w której odbywają się zawody w zapasach[7]